# ماوريسيو روبلس
ماوريسيو روبلس (بالإسبانية: Mauricio Robles)‏ هو لاعب كرة قاعدة فنزويلي، ولد في 5 مارس 1989 في بلنسية في فنزويلا.

## وصلات خارجية
- ماوريسيو روبلس على موقع دوري كرة القاعدة الرئيسي (الإنجليزية)
- ماوريسيو روبلس على موقعبيزبول رفرنس.كوم (الدوري الرئيسي) (الإنجليزية)
- ماوريسيو روبلس على موقعبيزبول رفرنس.كوم (الدوري الثانوي) (الإنجليزية)
- ماوريسيو روبلس على موقع إي إس بي إن.كوم (أم.أل.بي) (الإنجليزية)
- ماوريسيو روبلس على موقع مشجعي الرسوم البيانية (الإنجليزية)